# Ostūj
Ostūj (persiska: استوج) är en ort i Iran.   Den ligger i provinsen Markazi, i den centrala delen av landet, 130 km sydväst om huvudstaden Teheran. Ostūj ligger 976 meter över havet och antalet invånare är 269.
Terrängen runt Ostūj är platt åt nordost, men åt sydväst är den kuperad.Runt Ostūj är det ganska tätbefolkat, med 100 invånare per kvadratkilometer. Närmaste större samhälle är Sāveh, 14,1 km norr om Ostūj. Trakten runt Ostūj består till största delen av jordbruksmark.